# Todd Woodbridge
Todd Woodbridge, född 2 april 1971 i Sydney, är en australisk högerhänt professionell tennisspelare med stora framgångar i dubbel.

## Tenniskarriären
Todd Woodbridge blev professionell spelare på ATP-touren 1988. Han är en av tidernas främste dubbelspelare med 83 dubbeltitlar varav 16 i Grand Slam (GS)-turneringar. Han har också vunnit två GS-titlar i mixed dubbel. Han rankades första gången som världsetta i dubbel 7 juni 1992. Som singelspelare var han med två ATP-titlar mindre framgångsrik, och rankades som bäst på nittonde plats (1997). 
Framgångsrikast i GS-turneringar var han i Wimbledonmästerskapen där han vunnit nio av sina dubbeltitlar. De tre sista (2002-2004) vann han tillsammans med svensken Jonas Björkman och de sex övriga med landsmannen Mark Woodforde.
Australiska öppna vann han tre gånger, 2001 tillsammans med Jonas Björkman, övriga gånger med Mark Woodforde, med vilken han också vann sin enda titel i Franska öppna. Sina tre titlar i US Open vann han med samma spelare som övriga GS-titlar, det vill säga Jonas Björkman (2003), övriga gånger med Mark Woodforde.
Trots sina många GS-titlar i dubbel lyckades han inte vinna en "äkta Tennisens Grand Slam, det vill säga alla fyra titlar under en och samma säsong. Däremt hör han till de spelare som tagit en "karriär Grand Slam" eftersom han vunnit titeln i alla fyra GS-turneringar vid minst ett tillfälle under karriären. 
Todd Woodbridge deltog i det australiska Davis Cup-laget 1991-2005. Han spelade totalt 41 matcher (varav 32 i dubbel) av vilka han vann 30. Han var med om att vinna cupen till Australien vid två tillfällen, 2003, då laget besegrade Spanien i världsfinalen och 1999 då laget vann över Frankrike.
Woodbridge avslutade sin aktiva internationella tävlingskarriär hösten 2005.

## Grand Slam-titlar
- Australiska öppna
  - Dubbel - 1992, 1997, 2001
- Franska öppna
  - Dubbel - 2000
- Wimbledonmästerskapen
  - Dubbel - 1993, 1994, 1995, 1996, 1997, 2000, 2002, 2003, 2004
  - Mixed dubbel - 1994
- US Open
  - Dubbel - 1995, 1996, 2003
  - Mixed dubbel - 1993